# Molaise (santo)

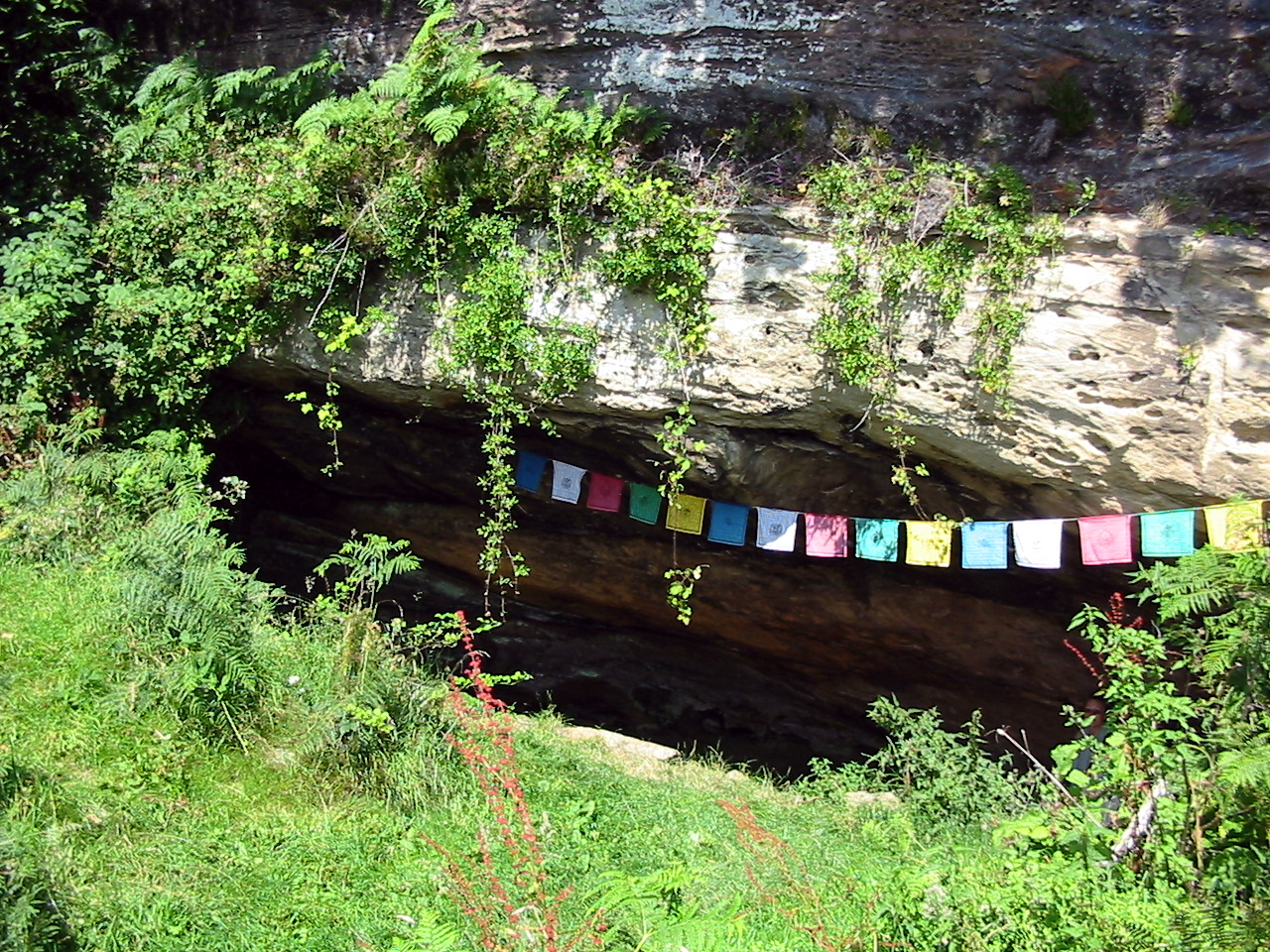
Cueva de san Molaise, en la isla Holy, Escocia

San Molaise (finales del siglo VI- c. 639), también llamado San Molasio, San Laisren o Lazeriam (que significa luz). Nació en Irlanda y se crio en Escocia, de joven, vivió la vida de eremita en la isla Holy. Posteriormente visitó Roma como peregrino y se comentó que ahí fue nombrado arzobispo. Al retornar a Irlanda fundó una iglesia en Leighlin en el condado de Carlow y finalmente se consagró como abad de un monasterio local. El día festivo de San Molaise se celebra el 18 de abril.